# Vrijeme je na našoj strani
Vrijeme je na našoj strani šesti je studijski album Parnog valjka objavljen 1981. u izdanju Suzy. Djelomično podsjeća na prijašnji album, ali i na sljedeći. Autor pjesama je Hus, osim pjesme "Ako želim", Srećko Kukurić. Album sadrži popularne pjesme poput "Staška", "Kao ti" i/ili "Vrijeme je na našoj strani", a snimljen je u "Ferger Studiu-S u Švedskoj. Ukupno trajanje: 34:11 min.

## Popis pjesama
1. Večeras trebam društvo (2:21)
2. Moje dnevne paranoje (3:26)
3. Isti smo (3:47)
4. Ona gleda kroz mene (3:22)
5. Staška (4:21)
6. Kao ti (3:22)
7. Djevojčice ne... (2:27)
8. Bijeg (3:22)
9. Noć nema svjedoka (1:53)
10. Ako želim (2:56)
11. Vrijeme je na našoj strani (2:48)

## Izvođači
- vokal - Aki Rahimovski
- gitara - Rastko Milošev - Ras
- bubnjevi - Paolo Sfeci
- bas - Srećko Kukurić
- gitara - Husein Hasanefendić - Hus

## Vanjske poveznice
- Album na službenoj stranici sastava
- Album na stranici discogs.com